# Promenade

Strandpromenade in Étretat

Eine Promenade (franz. se promener ~ spazieren) ist ein großzügig und aufwendig ausgebauter Fußgängerweg. Als Promenaden werden diese Fußgängerbereiche insbesondere dann bezeichnet, wenn sie über große Flanierqualität und interessante Blickbeziehungen verfügen. Angelegte Promenaden dienen also in der Regel in erster Linie dem Lustwandeln und nur in zweiter Linie pragmatischen Fußgänger-Verkehrs-Funktionen. Häufig werden sie von Grünstreifen und/oder Baumreihen eingefasst, teilweise werden Promenaden für einen besseren Blick auch auf erhöhtem Niveau (Wall, Stützbauwerk, Steg etc.) angelegt. Das Wort wird zum Teil synonym mit Esplanade oder Fußgängerzone verwendet.

## Bedeutung in Gesellschaft und Wissenschaft

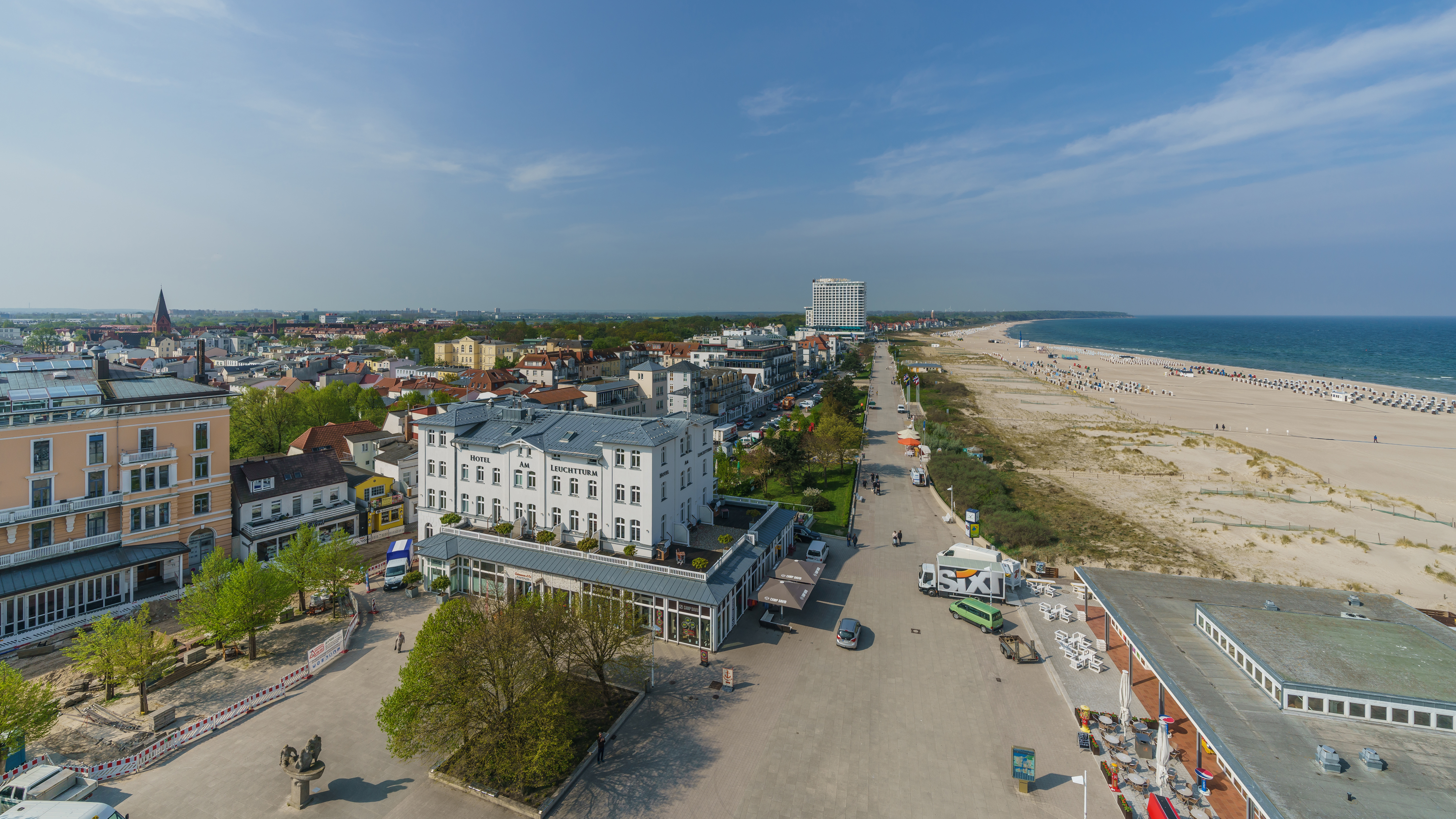
Strandpromenade von Warnemünde

Promenaden haben eine gesellschaftliche Bedeutung: Sie dienen zur Herstellung von Öffentlichkeit und als Forum. Hier trifft man sich zum Flanieren, zum „Sehen und Gesehen werden“ aber auch zu Diskussionen und Gesprächen. Nicht zuletzt sind Promenaden stets auch ein Ort zur Kontaktaufnahme, dienen aber im Gegensatz zum düsteren Straßenstrich mehr als seriöser „Heiratsmarkt“ unter Aufsicht der „Guten Gesellschaft“. Die Promenadologie (auch Spaziergangswissenschaft und englisch Strollology) beschäftigt sich mit der Erfassung und gedanklichen Einordnung der Umwelt durch Promenieren. Ursprünglich innerhalb der Stadt- und Landschaftsplanung verankert, wurden Projekte der Spaziergangswissenschaft wiederholt im Kontext zeitgenössischer wie historischer Kunstausstellungen rezipiert. Bekannt sind die Bilder Carl Spitzwegs, der Mitte des 19. Jahrhunderts mehrmals Familien auf Sonntagsspaziergang im Umfeld abbildete.

## Historische Entstehung und moderne Beispiele

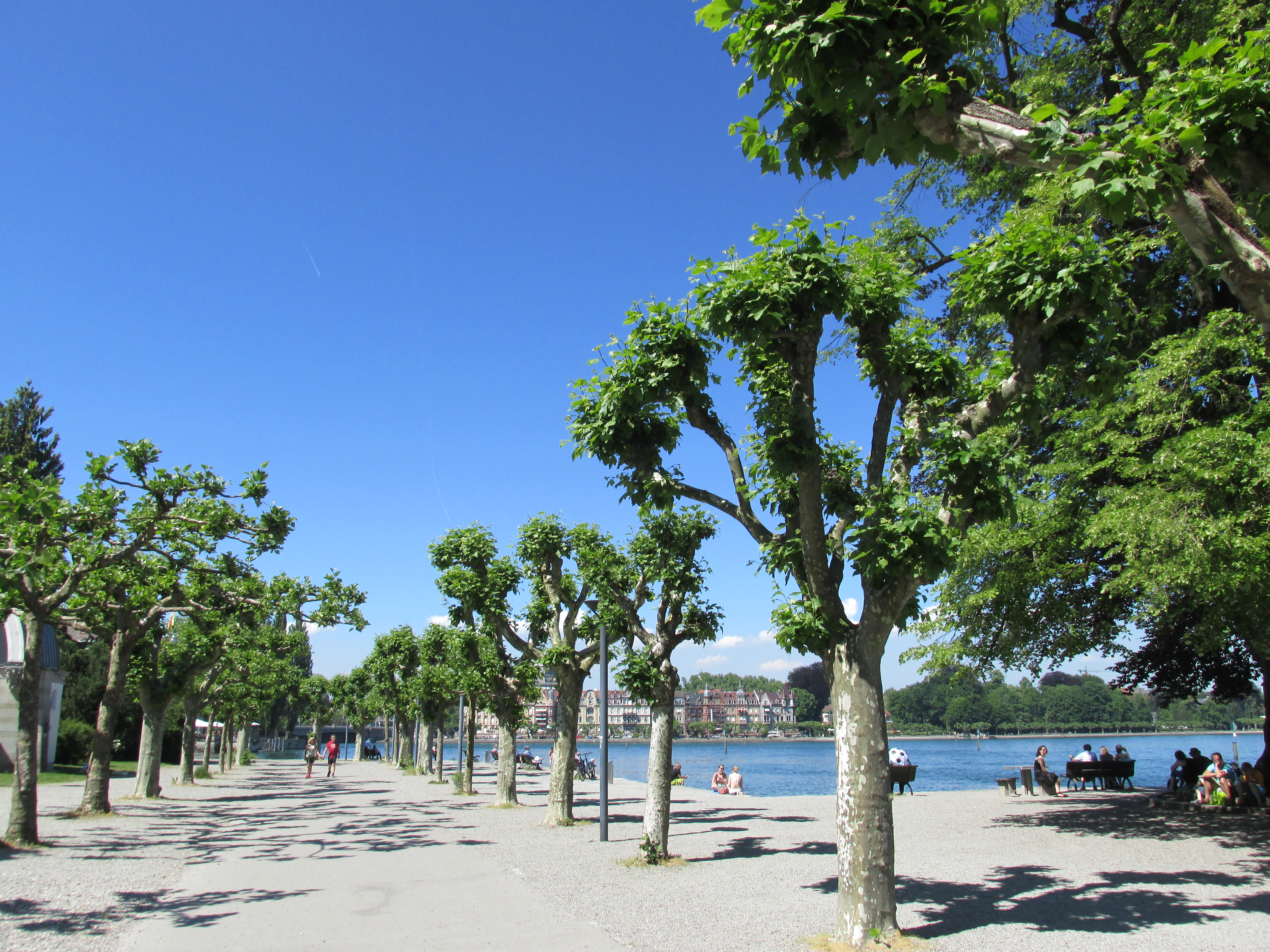
Uferpromenade in Konstanz

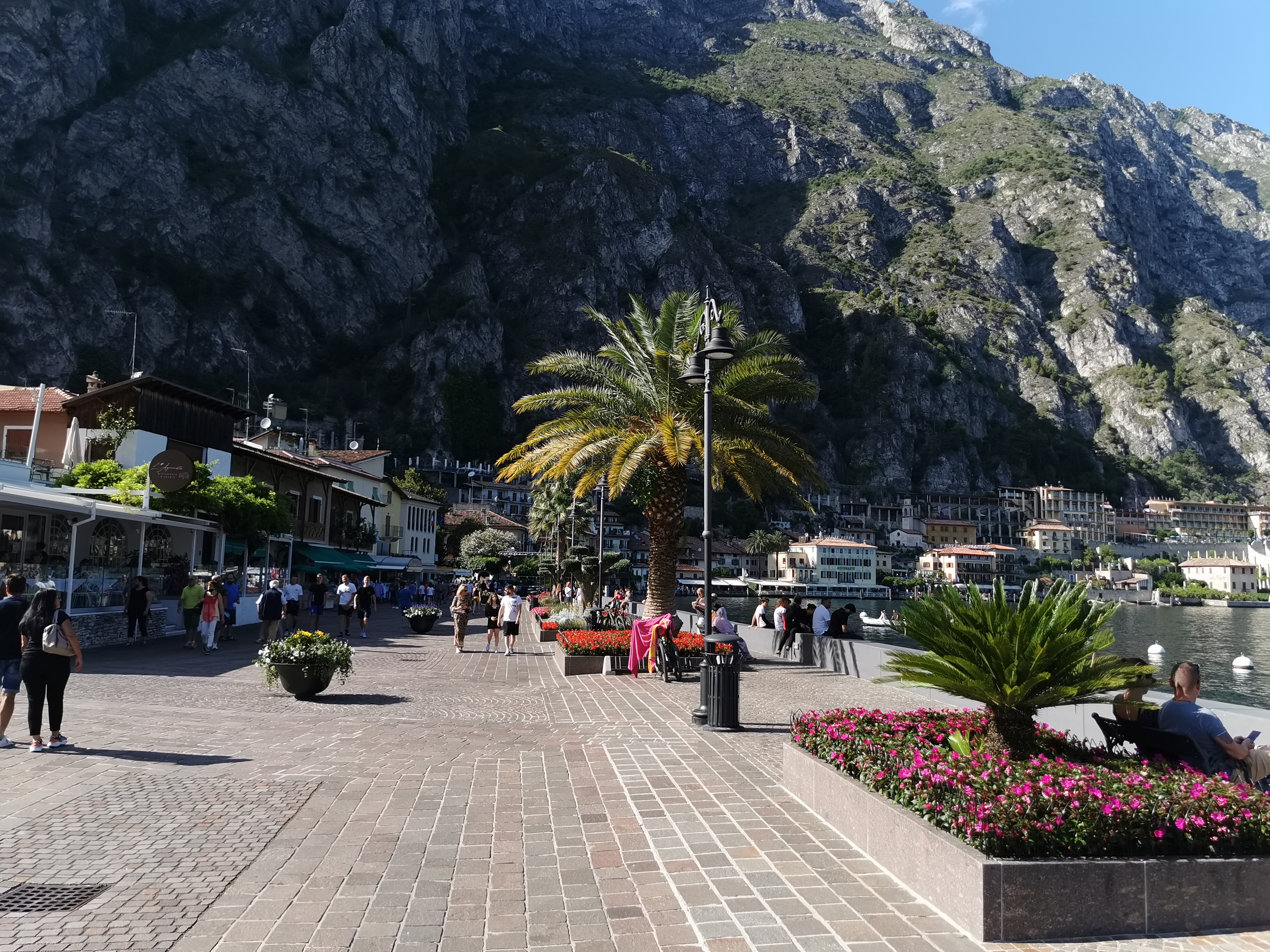
Uferpromenade in Limone sul Garda (2021)

Im 19. Jahrhundert ermöglichte die Schleifung von Stadtbefestigungen und die Auslagerung von Hafeneinrichtungen in vielen Städten die Anlage von Promenadenwegen auf den früheren Festungs- und Wallanlagen. Die Promenade in Münster wie die ähnlich entstandene Wiener Ringstraße sind heute noch im Stadtbild erkennbar. Aus der militärischen Notwendigkeit, strategisch günstige Erhöhungen, Aussichtspunkten, Gräben, Wasserwegen und Seen einzubeziehen und der zentralen Lage zwischen Stadtzentrum und Vorstadt wurde bei diesen ursprünglichen Promenaden beliebte Ausflugsziele wie auch Standort von Kultureinrichtungen. Zudem ermöglichte die rasante Entwicklung der künstlichen Straßenbeleuchtung im 19. Jahrhundert eine sichere Nutzung auch am Abend. In Italien ist nach wie vor der Corso Inbegriff einer zentralen Flaniermeile wie auch der Sitte sich im Sinne einer Schamgesellschaft am frühen Abend dort in guter Kleidung und möglichst intakter Familie zu zeigen. Bei der Promenadenmischung hingegen hatten Dienstboten im 18. und 19. Jahrhundert beim Ausführen beziehungsweise Gassi-Gehen der herrschaftlichen Hunde deren Trieben ungehemmt ihren Lauf gelassen.
Strand- oder Uferpromenaden wie die Promenade de la Croisette in Cannes, die berühmte Promenade des Anglais an der Mittelmeerküste in Nizza oder die Uferpromenade von Barcola in Triest nehmen bis heute eine zentrale Rolle im Stadtleben wie im Grundstücksmarkt ein. Eine veraltete deutsche Bezeichnung für solche Flaniermeilen ist der Begriff Wandelbahn. In den mondänen Seebädern der Jahrhundertwende wie beispielsweise Binz, Westerland, Brighton oder Scheveningen galten die Wandelbahnen oder Seepromenaden als Mittelpunkt des gesellschaftlichen Lebens.
Bei Kreuzfahrtschiffen wird der Begriff Promenadendeck für ein zum Sehen und Gesehen werden dienendes allgemein zugängliches Aussichtsdeck verwendet.
Moderne Beispiele sind die 1990 erbaute Rheinuferpromenade in Düsseldorf, das ehemalige Hafenviertel Aker Brygge in Oslo, die V&A Waterfront in Kapstadt, die Hafenstadt in Hamburg und die Londoner Docklands. Auch die neugebauten Opern in Oslo und Sydney erschließen ehemalige Hafengebiete für Flaneure und Kulturinteressierte.

## Weitere Beispiele

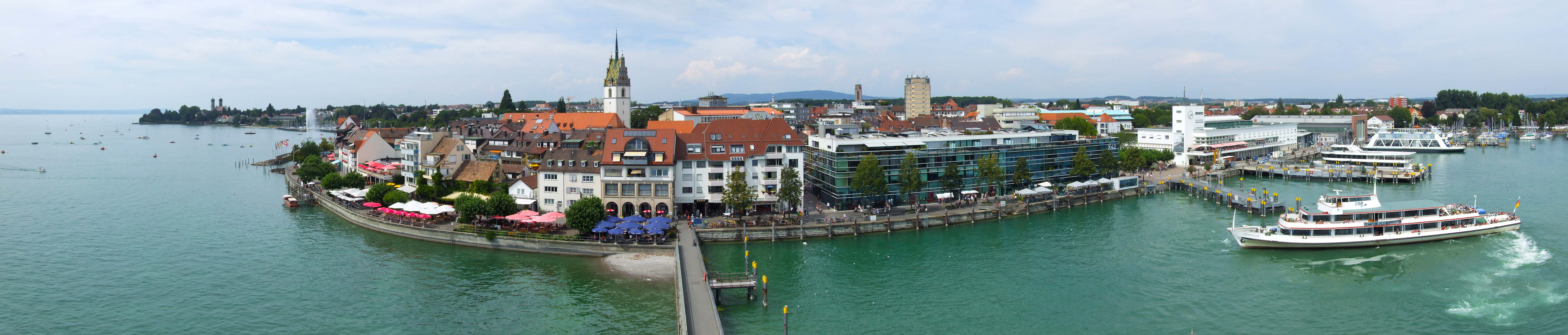
Uferpromenade Friedrichshafen

- Promenade (Linz)
- Uferpromenade Friedrichshafen
- Berliner Promenade, Saarbrücken
- Marzahner Promenade, Berlin
- Promenadenring (Leipzig)
- Promenade plantée, Paris
- Queen’s Walk, London
- Rheinanlagen (Koblenz)
- Bleichgräben-Promenade, Meiningen
- Uferpromenade Dnipro

## Musik
Berühmte Vertonungen von „Promenaden“ sind die Zwischenspiele der Bilder einer Ausstellung von Modest Mussorgski.